# 루나 게이트웨이

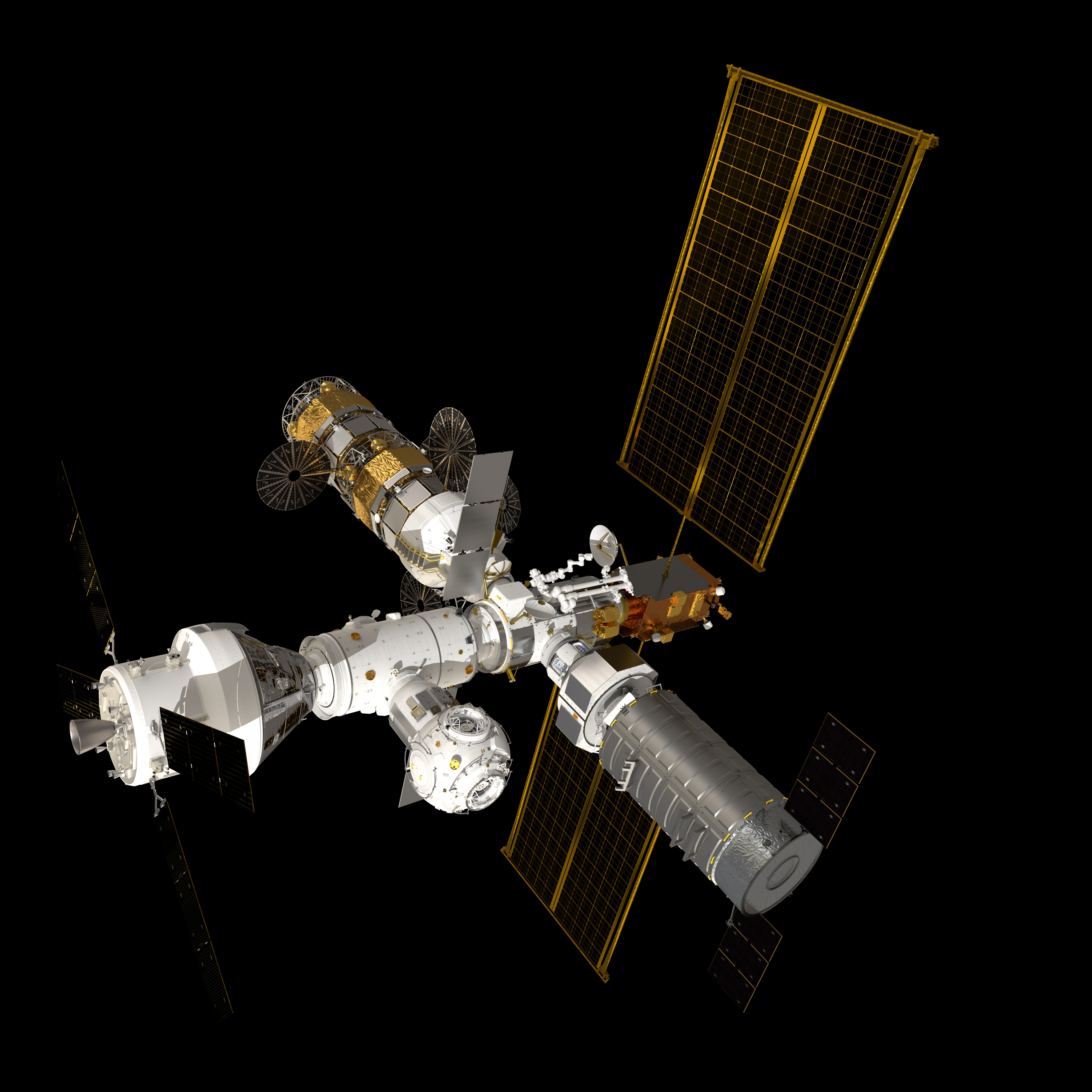
루나 게이트웨이

루나 게이트웨이(Lunar Orbital Platform-Gateway, LOP-G)는 NASA, CSA, ESA, JAXA가 공동으로 계획하고 있는 우주정거장이다. 달 궤도를 공전하며 태양열 전지판을 통해 전력을 생산, 달 탐사 임무에서의 통신을 담당한다. 아르테미스 계획의 일환으로 건설되는 루나 게이트웨이는 실험 모듈, 단기 거주 모듈 등 다양한 기능을 수행할 예정이다. 루나 게이트웨이란 명칭은 현재 예산문제로 취소된 '딥 스페이스 게이트웨이 프로젝트'에서 유래하였다. 달 남극지방의 유인, 무인 탐사 임무를 담당한다. 332,000,000 달러(한화 약 4000억원)의 자금이 미 연방의회에 의해 승인되었다.
하지만 최근 NASA의 예산이 24%삭감으로 인해 프로젝트 일정이 2030년대로 밀리거나, 최악의 경우 프로젝트가 취소될 수 있는 가능서도 제기되고 있다.

## 작명
게이트웨이 우주 정거장의 명칭과 휘장은 미국 성 루이스 게이트웨이 교각의 이름과 그 모양에서 유래되었다.

## 역사

### 연구
2017년 11월 7일, NASA는 Deep Space Gateway의 위치를 활용할 수 있는 과학적 연구에 대한 컨을 제출해 달라고 글로벌 과학 커뮤니티에 요청했다. Deep Space Gateway Concept Science Workshop은 2018년 2월 27일부터 3월 1일까지 콜로라도주 덴버에서 개최되었다. 이 3일간의 컨퍼런스에서는 Gateway를 사용하여 발전시킬 수 있는 가능한 과학적 연구에 대한 196개 프레젠테이션이 진행되었다.

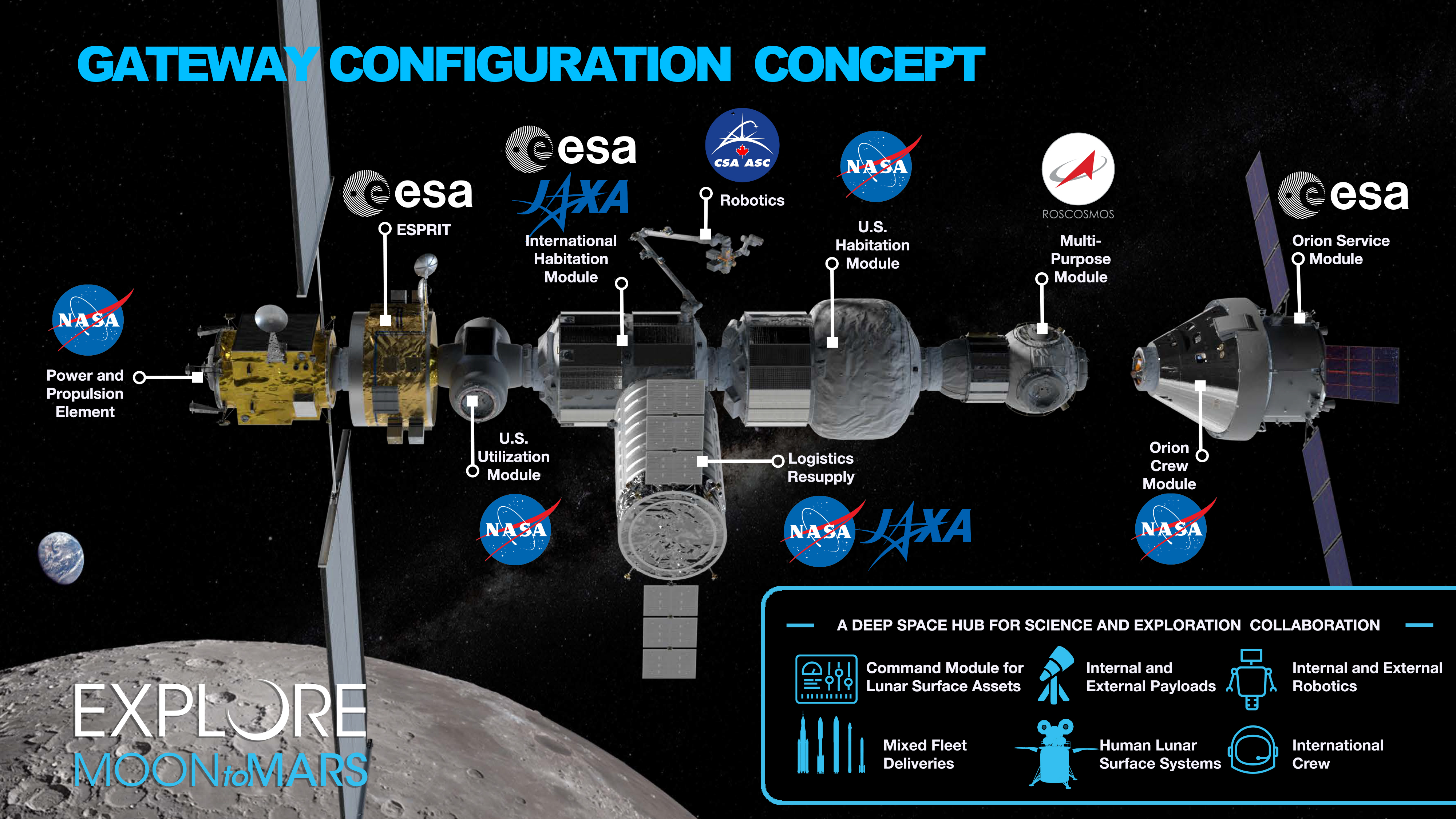
'루나 게이트웨이' 우주정거장에 각 우주국이 책임지는 부분이다. 미국은 5개, 유럽연합은 3개, 일본은 2개, 캐나다와 러시아는 각 1개의 파츠를 만든다.

## 궤도 및 운영
지구 저궤도가 아니라 달 저궤도를 돈다. 게이트웨이는 최저 1,500 km (930 mi), 최고 70,000 km (43,000 mi)의 타원형 달 궤도를 돌며, 6일에 한번씩 회전할 것이다. 우주비행사 4인이 체류할 수 있다.

## 구조

### 계획된 모듈
- 엔진 모듈(PPE, Power and Propulsion Element)은 8-9톤 무게에, 50 kW의 태양전지 출력을 낼 것이다. 글렌 연구 센터에서 개발한 14 kW 출력의 이온 엔진으로 추진력을 얻을 것이다. 4개의 이온 엔진은 50 kW의 전기를 소모할 것이다.
- 2030년 딥 스페이스 트랜스포트(DST, Deep Space Transport)가 루나 게이트웨이에 도킹한다. DST는 오리온 우주선 10.3톤, 거주구역 21.9톤, 화물구역 26.5톤, 엔진 24톤, 연료 16톤으로 모두 98.7톤의 무게인 유인 화성탐사선이다.

## 계획

### 페이즈 1
| 연도       | 임무                                                    | 임무명         | 발사체      | 유인/무인 | 상태    |
| ---------- | ------------------------------------------------------- | -------------- | ----------- | --------- | ------- |
| 2027년     | 동력 및 추진 모듈 (PPE) 과 거주 및 물류 모듈(HALO) 발사 |                | 팰컨 헤비   | 무인      | 개발 중 |
| 2028년 9월 | 오리온 MPCV 및 I-HAB 모듈 발사                          | 아르테미스 4호 | SLS 블록 1B | 유인      | 개발 중 |
| 2030년 3월 | 오리온 MPCV 및 ESPRIT 연료 보급 모듈 (ERM) 발사         | 아르테미스 5호 | SLS 블록 1B | 유인      | 개발 중 |
| 2031년 3월 | 오리온 MPCV 및 승무원 및 과학 에어록 모듈 발사          | 아르테미스 6호 | SLS 블록 1B | 유인      | 개발 중 |
| 2032년 3월 | (제안) 오리온 MPCV 및 물류 모듈 발사                    | 아르테미스 7호 | SLS 블록 1B | 유인      | 구상    |

## 같이 보기
- 오리온 우주선
- 우주 발사 시스템
- 아르테미스 계획